# Bocage virois
Cet article possède un paronyme, voir Bocage (homonymie).
Le Bocage virois est un pays traditionnel de la Normandie. Ses habitants sont les Bocains.

## Géographie
Le Bocage virois est une partie du Bocage normand dont le territoire est limité au département du Calvados. Ses limites nord et est sont en revanche moins clairement définies. À l'origine, cette ancienne partie du Bessin historique couvrait la partie aujourd'hui calvadosienne du Massif armoricain (globalement l'arrondissement de Vire), mais on en détache souvent dorénavant les parties septentrionales et orientales.
Font donc partie clairement de ce pays les cantons de Bény-Bocage,  Saint-Sever-Calvados, Vassy et Vire. Ces quatre cantons correspondent géographiquement au bassin de Vire et à la partie du synclinal bocain parcourue par la Vire et la Souleuvre.
Au nord, le canton d'Aunay-sur-Odon est maintenant plus communément classé dans le Pré-Bocage, sorte de seuil entre le Massif armoricain et le Bassin parisien, qu'A. Mazen appelait déjà « Avant bocage » à la fin du XIXe siècle. À l'est, le canton de Condé-sur-Noireau, parcouru par la  Druance, est, au moins pour partie, classable dans la Suisse normande.

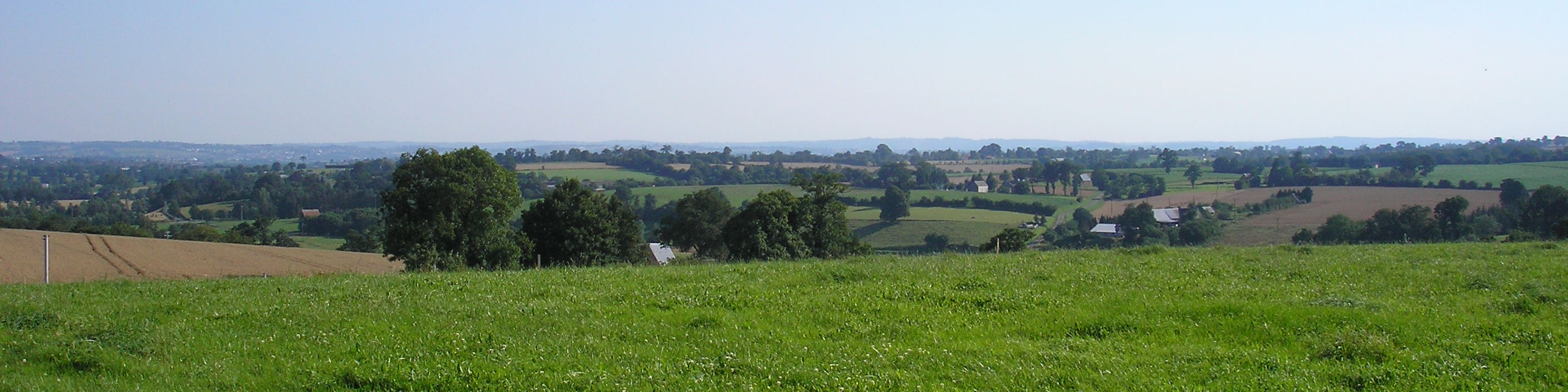
Le Bocage virois.

### Climat
Comme toute la Normandie, le climat du Bocage virois est océanique. Sa particularité réside dans son relief qui provoque une pluviométrie et un enneigement supérieurs à la moyenne régionale et des températures inférieures (notamment en hiver). La petite région située au sud-ouest de la forêt de Saint-Sever, en limite des départements de la Manche et du Calvados, possède le record peu envié de la  plus forte pluviométrie de Basse-Normandie.

## Histoire

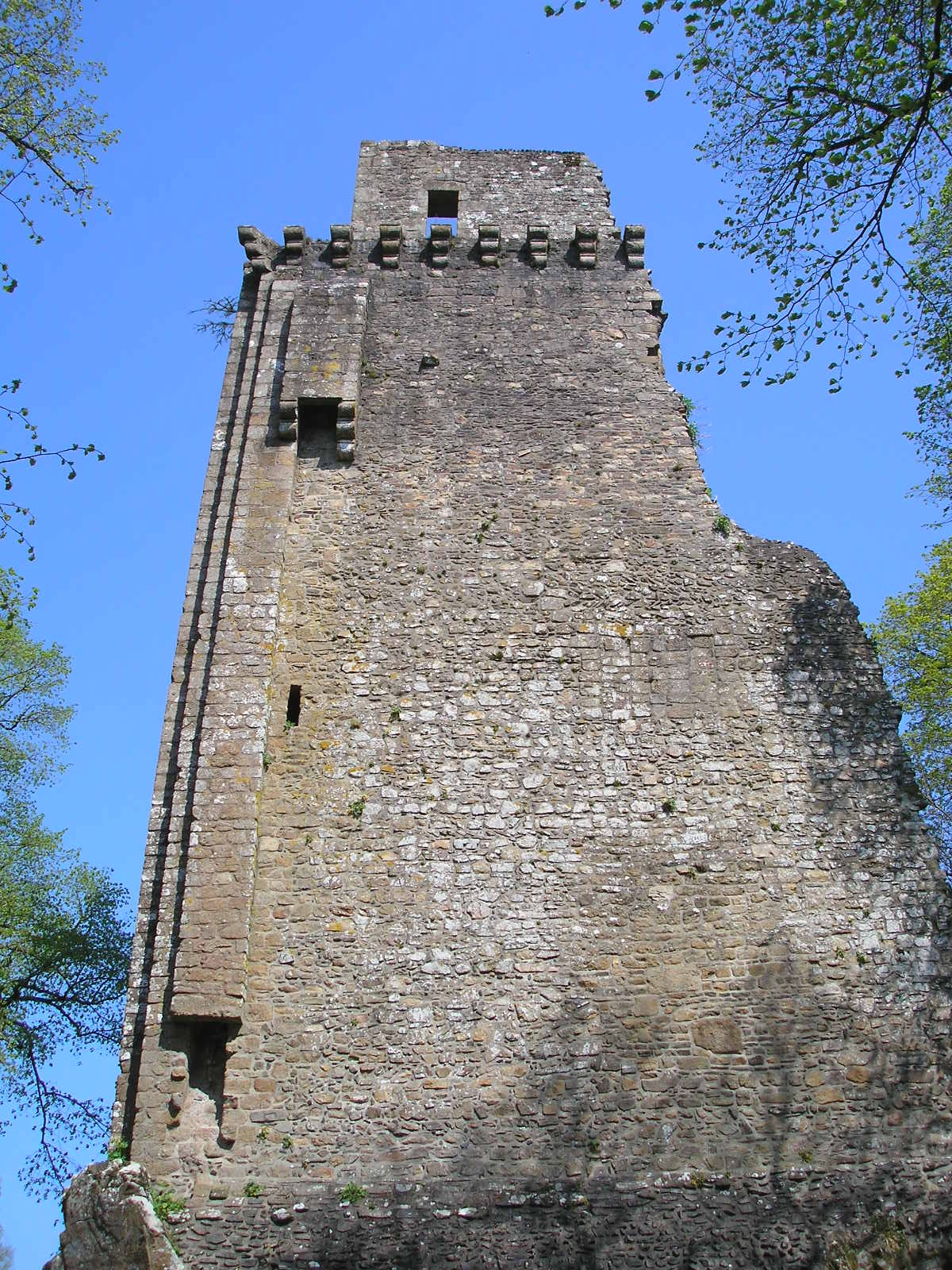
Le donjon de Vire, édifié par Henri Ier Beauclerc.

Bien que quelques preuves de présence préhistorique existent (mégalithes à Lassy, Montchauvet, Saint-Germain-de-Tallevende, dolmens au Gast et à Jurques, pierre druidique à Périgny), la région fut très peu peuplée avant le Xe siècle. Elle est alors une forêt uniforme traversée par l'ancienne voie romaine reliant Vieux à Avranches. Au début du IIe millénaire, cette artère semble d'ailleurs être le support des premiers véritables établissements (abbaye et motte castrale de Saint-Sever, Étouvy et sa foire). C'est au sud de cette cité, sur le site de Vire, qu'Henri Ier Beauclerc, fils de Guillaume le Conquérant, duc de Normandie et roi d'Angleterre, choisit en 1123 d'édifier une place défensive contre les invasions potentielles venant du sud-ouest du duché. Plus au nord, une abbaye est construite à Aunay-sur-Odon au XIIe siècle. Plus à l'écart de la voie romaine, vers 1150, les templiers fondent la commanderie de Courval sur le territoire actuel de Vassy.
La région reste cependant une terre jugée peu accueillante par son climat et son relief, comparativement aux régions alentour, et le peuplement se fait de manière très dispersée et progressive. Il fit cependant évoluer le paysage vers une structure bocagère permettant l'alimentation des habitants, évolution accentuée par la surexploitation des forêts d'approvisionnement des forges liées aux mines de fer locales (les « ferrières » : La Ferrière-Harang, La Ferrière-Duval, La Ferrière-au-Doyen) exploitées jusqu'au XIXe siècle. Au nord, les crêtes du synclinal bocain verront leurs landes plantées de résineux à partir du début du XXe siècle.
À la fin de la Seconde Guerre mondiale, le Bocage virois est l'objet de la destruction par les bombardements alliés de tous les bourgs et villes constituant des nœuds routiers, afin de pénaliser les mouvements défensifs allemands. La région est ensuite le théâtre de l'opération Bluecoat, connue localement sous le nom de percée du bocage. Le pont du Taureau sur la Souleuvre, entre La Ferrière-Harang et Carville est un haut lieu de cet épisode. La reconstruction s'effectuera jusqu'au début des années 1960.
La mécanisation, tardive dans une agriculture de petites exploitations, et les premiers remembrements, créeront, à la fin du XXe siècle un nouveau contexte aboutissant à l'agrandissement des parcelles et l'aération du maillage bocager (typique sur le secteur des premières communes remembrées : Landelles-et-Coupigny, Beaumesnil, Le Mesnil-Robert, Campagnolles).

## Paysages et environnement

### Habitat
L'habitat est évidemment fort influencé par la géologie de cette région du Massif armoricain. Le Bocage virois est bien dans le Calvados, mais le style des maisons n'a rien à voir avec les maisons normandes telles qu'on les imagine généralement, c'est-à-dire augeronnes. La maçonnerie typique est faite de moellons de schiste, souvent marquée aux angles ou aux linteaux par le granit (très souvent en granite, extrait dans le sud de la région). Les toits sont traditionnellement en ardoises. Région bocagère, l'habitat y est très dispersé, les exploitations rurales sont petites et les bâtiments ruraux nombreux et peu imposants, ce qui a motivé, au fil du temps, un entretien très sommaire, avec beaucoup de toitures en tôles ondulées.

### Architecture

#### Architecture sacrée
Les églises les plus typiques, en schiste et granit et couvertes d'ardoise, se répartissent, selon la forme du clocher, en 3 types différents :
- le clocher à toiture en pyramide octogonale sur base carrée ;
- le clocher en bâtière, souvent en position de transept nord ou sud ;
- le clocher à impériale.

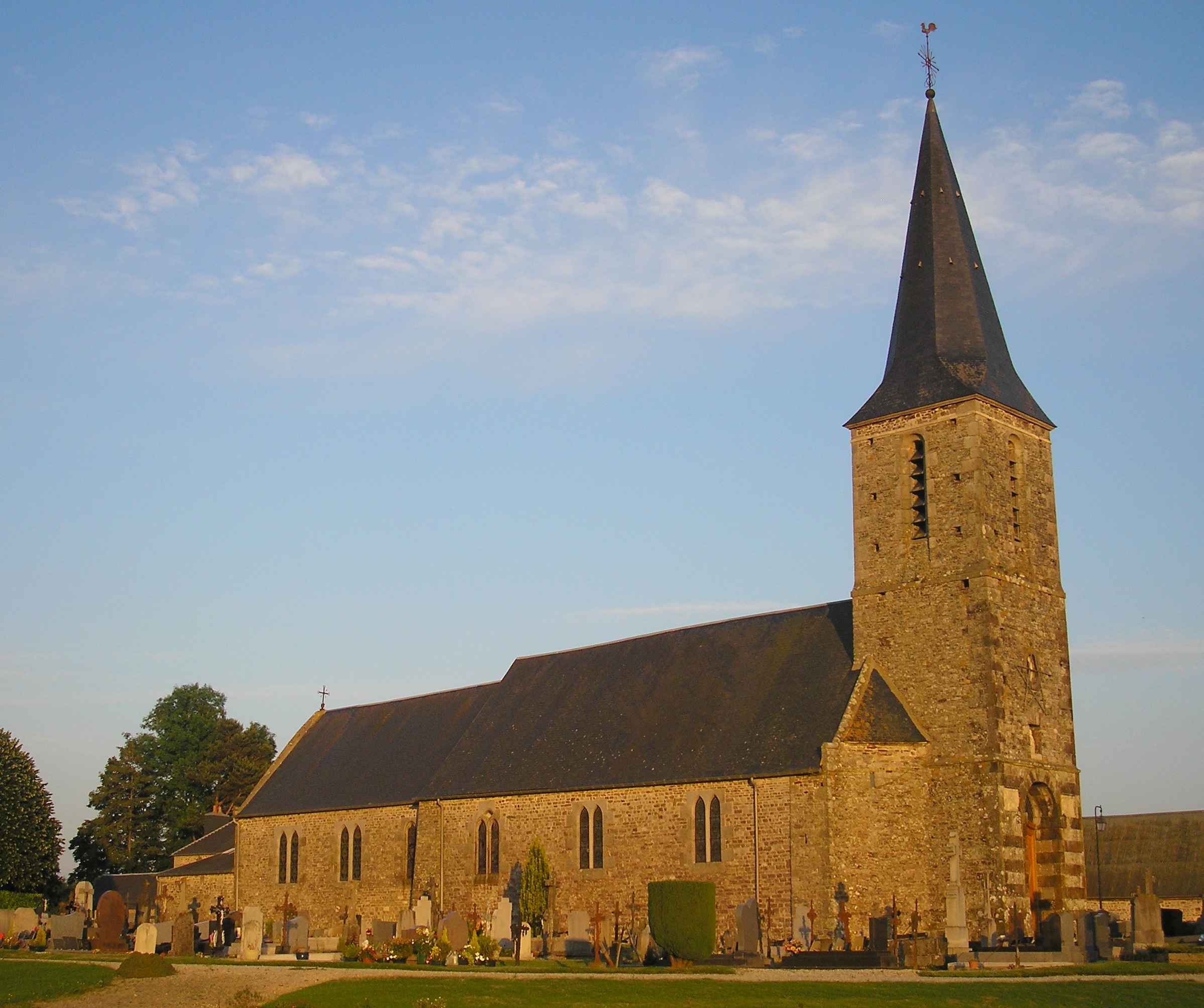
L'église de Carville à clocher octogonal.
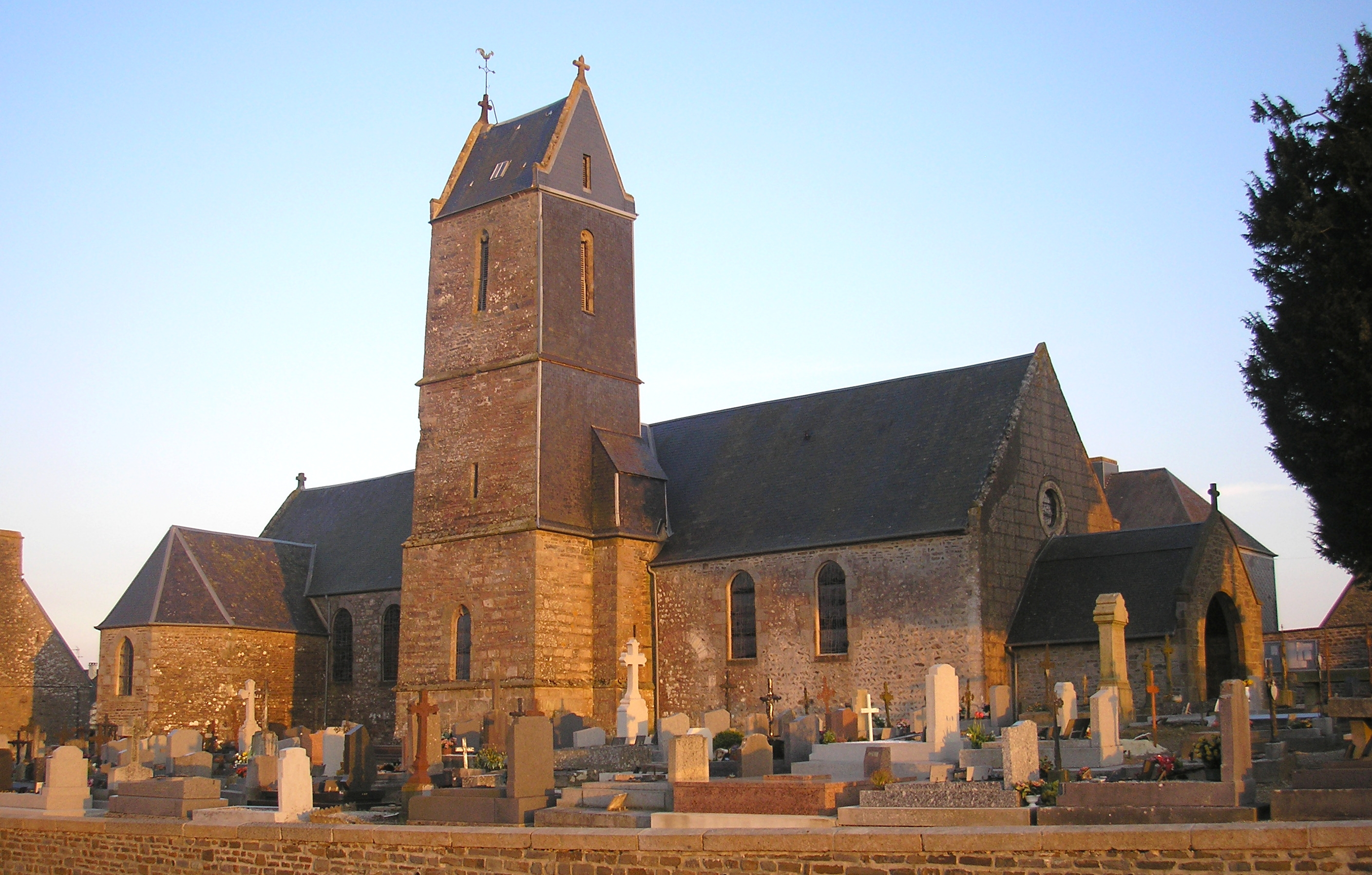
L'église de Vaudry à clocher à bâtière.
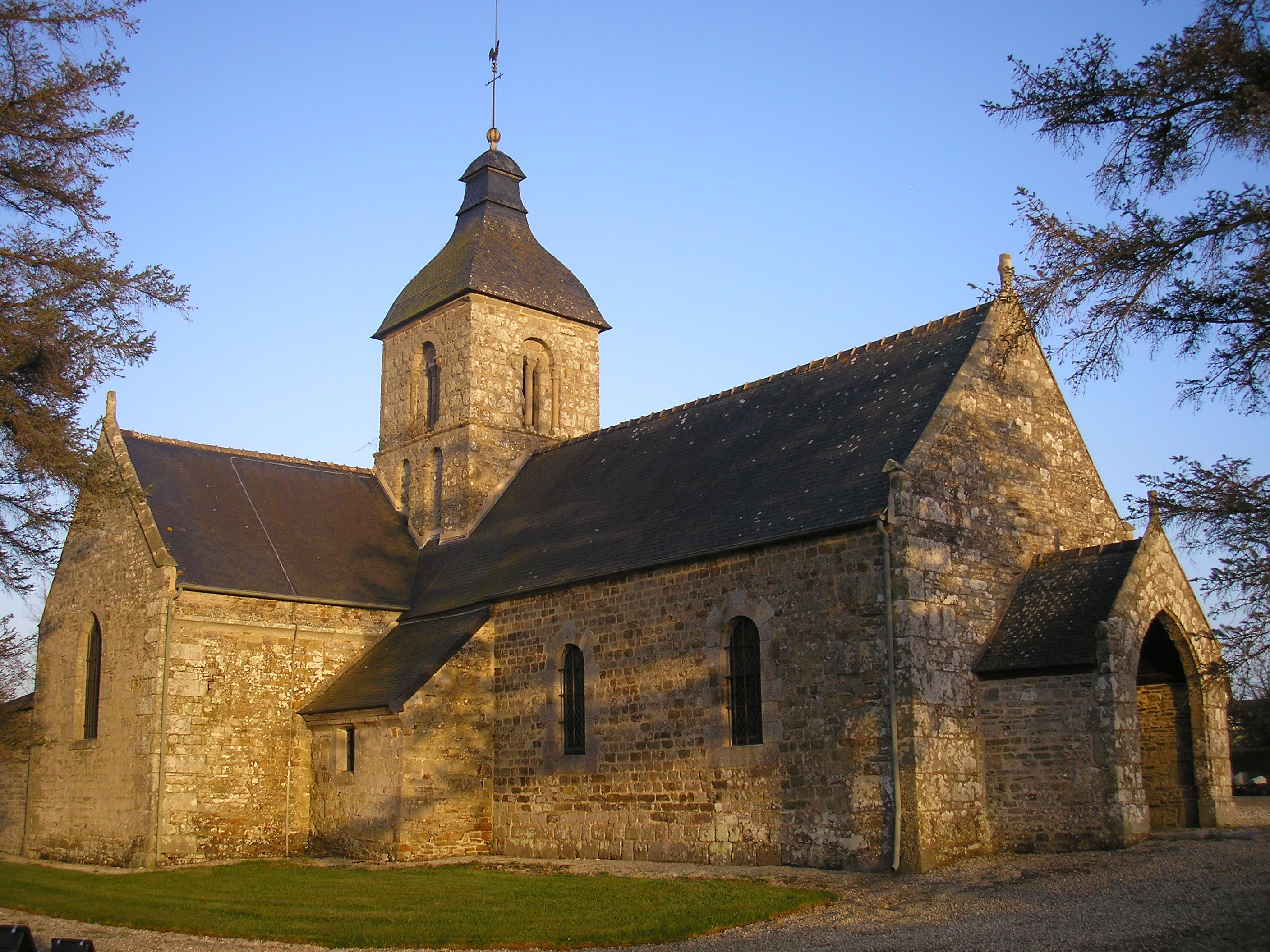
L'église de Beaumesnil à clocher à impérial.

### Flore et essences typiques
La région est un bocage sur terres acides. La flore est celle que l'on rencontre dans tout le Bocage normand non côtier. Pour la haute strate, les haies (fréquemment sur talus) sont composées de chênes, de frênes, de châtaigniers, de quelques merisiers et, surtout au sud où l'arbre profite de la forte pluviométrie, de hêtres. La strate basse est essentiellement composée de noisetiers, de prunelliers, d'aubépines et de sureaux. Ces haies délimitent une alternance de prés, de cultures fourragères et de quelques vergers de pommes le plus souvent destinées à la production et la consommation familiale de cidre.
La fin de l'hiver et le printemps sont marqués par une succession de floraisons. L'ajonc fleurit tôt sur les landes ou dès que le sol n'est pas assez riche pour la concurrence et la primevère acaule pare le pied des haies blanchies par les prunelliers. En avril, les merisiers prennent le relais, les talus étant tapissés par endroits de stellaires holostées, mais aussi de quelques tâches d'orchis mâles. Les genêts succèdent aux ajoncs et les pommiers fleurissent les vergers. L'aubépine se garnit de pompons blancs en mai, avant que la digitale ne dresse ses épis floraux jusqu'à l'été.

## Administration
Vire est une des sous-préfectures du Calvados

## Fête et tradition
- L'association Tourisme en Bocage virois organise tous les étés un festival itinérant « pique-nique spectacle », les Veillées d'été.

## Personnalités
- Octave Gréard
- Michel Drucker, présentateur de télévision
- Jean Drucker
- René Levavasseur, architecte
- Francis Letellier, journaliste, présentateur du Soir 3, sur France 3

## Lieux et monuments
- La commanderie templière de Courval, actuellement propriété privée.
- La Porte Horloge de Vire, ancienne porte de la ville.
- Le Donjon, ruine du château de Vire.
- Le Viaduc de la Souleuvre, ancien pont (chemin de fer) converti en base de saut à l'élastique.

## Musées
- Musée des Arts et Traditions Populaires à Vire
- Musée de la Percée du Bocage à Saint-Martin des Besaces

## Spécialités culinaire
- L'andouille de Vire